# أسماء بنت عمرو الأنصارية
أسماء بنت عمرو الأنصارية صحابية من الأنصار، شهدت بيعة العقبة الثانية، وبايعت النبي محمد فيها.

## سيرتها
هي أمّ مَنِيع أسماء بنت عمرو بن عدي بن نابي بن سوَاد بن غَنْم بن كعب بن سلمة الأنصارية السلمية، وأمّها أروَى بنت مالك بن خنساء بن سنان بن عبيد من بني سَلِمة، وهي ابنة عمة معاذ بن جبل، وهي أم شُبَاث بن خديج.
شهدت أم منيع العَقَبَةََ الثانية مع زوجها خديج بن سلامة، فعن أم عمارة قالت: «كان الرِّجال تصفق على يدي رسول الله ﷺ ليلة بيعة العقبة، والعبَّاسُ آخذٌ بيده، فلما بقيت أنا وأم منيعٍٍ نادى زوجي غزية بن عمرو: يا رسول الله؛ هاتان امرأتان حضرتا معنا يبايعانك. فقال: "قَدْ بَايَعْتَكُمَا، إنِّي لَا أُصَافِحُ النِّسَاءَ"»

## وصلات خارجية
- مقال بعنوان: أسماء بنت عمرو الأنصارية ثاني نساء العقبة الثانية، موقع الألوكة.